# Skylon
Pour les articles homonymes, voir Skylon (homonymie).

Vue de côté du Skylon (vue d'artiste).

Le Skylon est un projet de  lanceur orbital monoétage (Single Stage To Orbit, ou « SSTO ») de type avion spatial, développé par la société britannique Reaction Engines Limited depuis les années 1990 et inspiré par le projet HOTOL lancé dans les années 1980. Le cœur du Skylon est un nouveau moteur à cycle combiné, le moteur SABRE, capable de fonctionner dans deux modes différents. Dans l'atmosphère (de la piste de décollage à Mach 5), le moteur tire son oxygène de l'atmosphère (fonctionnement aérobie). Au-delà de Mach 5 et 26 km d'altitude, le moteur opère comme un moteur-fusée standard à haute impulsion spécifique, utilisant l'oxygène liquide embarqué avec son carburant (de l'hydrogène liquide) pour atteindre la vitesse de satellisation jusqu'en orbite terrestre basse, à 300 kilomètres d'altitude. 

## Principes
Un lanceur orbital monoétage est un véhicule spatial capable d'atteindre l'orbite terrestre et la vitesse de satellisation sans avoir à larguer un ou des étages propulsifs au cours de son ascension. Plusieurs projets de ce type ont été étudiés, dont le HOTOL, le DC-XA et le X-33. Pour pouvoir se placer en orbite autour de la Terre, ce type d'engin spatial, s'il est propulsé par des moteurs-fusées classiques, doit avoir un indice de structure — le rapport entre la masse de sa structure cumulée à la charge utile rapporté à la masse totale — inférieur à 10 %. En effet, un lanceur monoétage conserve tout au long du vol toute sa structure, qui représente donc un poids croissant par rapport à la masse totale. La deuxième difficulté de conception d'un tel engin découle de la nécessité d'optimiser le fonctionnement de la propulsion en fonction de la densité de l'atmosphère environnante : sur un lanceur classique, ce problème est réglé par l'utilisation de moteurs-fusées aux tuyères dimensionnées différemment selon les étages. Pour parvenir à construire un lanceur monoétage, plusieurs pistes ont été explorées, notamment l'allègement de la structure, par le recours pour les réservoirs à des matériaux à faible densité, comme des composites à base de fibres de carbone ou l'utilisation de la propulsion aérobie, qui permet de ne pas transporter d'oxydant pour la première phase du vol. En effet, la propulsion d'un lanceur a un rendement très bas car, pour pouvoir fonctionner dans l'espace, la fusée doit emporter son comburant. Les meilleurs moteurs-fusées utilisant une combinaison d'hydrogène et d'oxygène liquide ont une impulsion spécifique de 450 secondes. Un turboréacteur d'avion, qui puise son comburant dans l'atmosphère, a par contre une impulsion spécifique comprise selon les modèles entre 3 000 et 8 000 secondes. 
Le Skylon propose d'utiliser successivement les deux modes de propulsion pour améliorer le rendement global de ses propulseurs, et permettre ainsi d'accroître la proportion allouée à la structure et à la charge utile placée en orbite. Une fusée monoétage utilisant la même combinaison de carburant emporte plus de 90 % de sa masse sous forme de carburant. Les responsables du projet Skylon indiquent un ratio d'environ 78 %. Le Skylon doit utiliser des moteurs SABRE, brûlant un mélange d'hydrogène et d'oxygène, capables de fonctionner selon deux modes :
- un mode aérobie jusqu'à une altitude de 28 km : le carburant est constitué par l'hydrogène embarqué, tandis que le comburant (oxygène) est fourni comme dans le cas d'un avion par l'air ambiant. L'impulsion spécifique annoncée durant cette phase de vol est comprise entre 4 000 et 9 000 secondes. L'engin atteint Mach 5,5 à la fin de cette phase ;
- un mode anaérobie au-dessus de 28 km jusqu'à atteindre une vitesse orbitale : à compter de cette altitude, la densité de l'atmosphère devient trop faible et les moteurs se mettent à fonctionner comme des moteurs-fusées en puisant le comburant (oxygène) dans les réservoirs. L'impulsion spécifique est alors de 450 secondes.

Le ratio carburant/masse totale beaucoup plus favorable permet au Skylon d'être doté des composants lui permettant de décoller comme un avion, d'effectuer une rentrée atmosphérique sans se désintégrer, de se poser comme un planeur, et d'emporter une charge utile significative : ailes, empennages, train d'atterrissage, revêtement thermique.  

### Le moteur Sabre

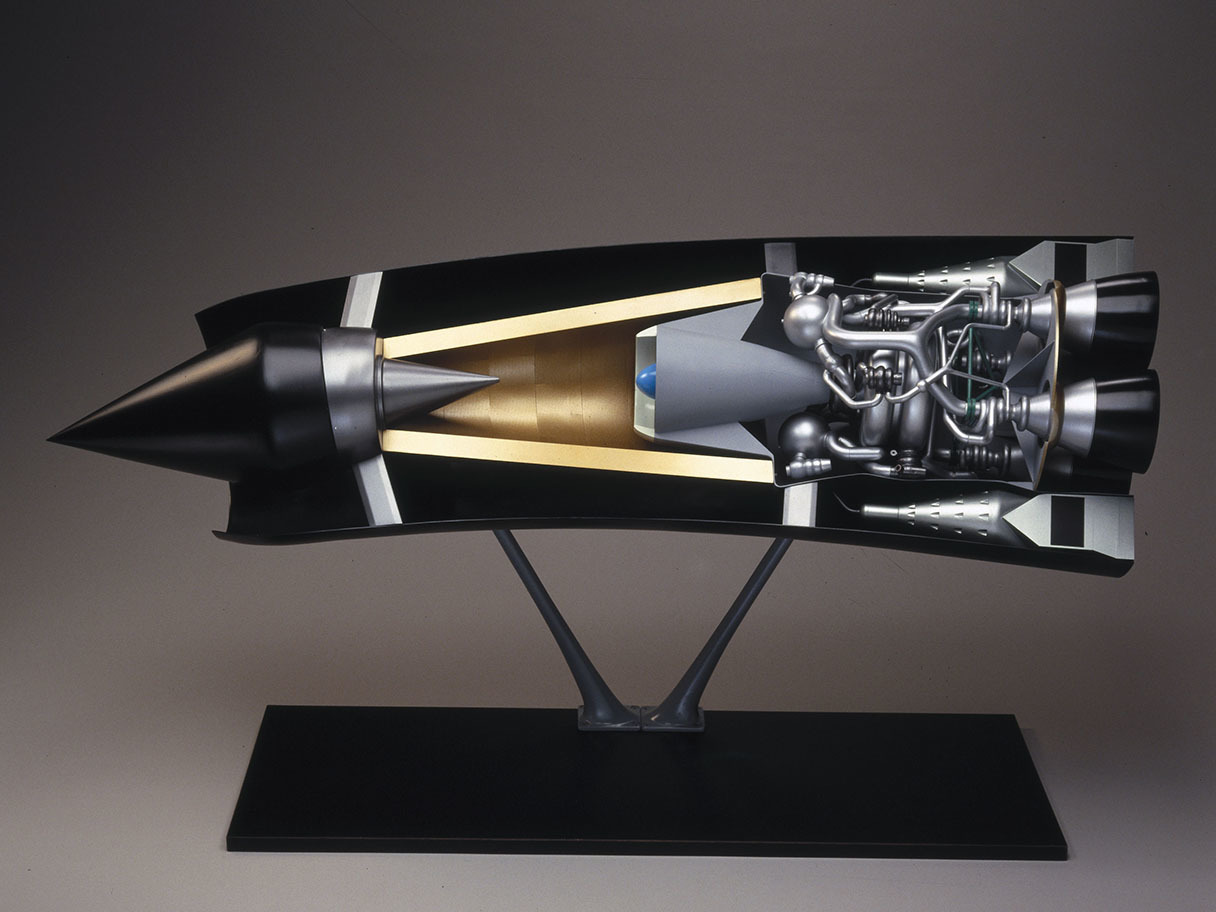
Maquette du moteur Sabre.

Le moteur Sabre (Synergetic Air Breathing Rocket Engine) est au cœur du projet. Ce moteur est un hybride entre moteur aérobie et moteur-fusée. Le moteur est conçu pour fonctionner avec l'hydrogène liquide embarqué et l'oxygène de l'air jusqu'à ce que le Skylon atteigne Mach 5, puis doit utiliser l'oxygène liquide embarqué dans la dernière phase de l'ascension vers l'orbite. Il utilise durant la phase aérobie un maximum de composants du moteur-fusée, et, à cet effet il doit augmenter la pression de l'air à l'entrée de la chambre de combustion pour qu'elle atteigne celle d'un moteur-fusée. Pour cela, il utilise une version optimisée du concept mis au point pour le moteur LACE (Liquid Air Cycle Engine) : l'air entrant passe à travers un échangeur de chaleur qui utilise de l'hydrogène liquide pour refroidir l'air. À partir de là, une pompe peut augmenter la pression de l'air jusqu'à la valeur désirée. Pour parvenir aux performances visées, un circuit dans lequel circule de l'hélium est utilisé pour refroidir l'air entrant.

## Caractéristiques techniques du Skylon
La conception du Skylon est en partie inspirée de celle du SR-71 Blackbird, un avion de reconnaissance supersonique américain. Le SR-71 est le seul aéronef ayant atteint des performances de vol (vitesse maximale Mach 3,2) comparables à celles visées par Skylon en phase aérobie (Mach 5,5). Le gabarit de l'avion est imposant — 84 m long et 6,5 m de diamètre — principalement parce qu'il utilise de l'hydrogène comme source d'énergie, un carburant de densité très faible (70,973 kg/m3).
La structure interne de l'appareil serait construite à partir de matières plastiques renforcées par des fibres de carbone (PRFC - plastique à renfort fibre de carbone), avec des réservoirs de carburant en aluminium. Pour résister au choc thermique lors de la rentrée atmosphérique, le fuselage sera recouvert d'un matériau céramique fibré, d'une épaisseur d'un demi-millimètre, avec une structure ondulée, comme sur le SR-71, pour permettre la dilatation thermique. Cette conception originale, pour un revêtement thermique destiné à protéger l'avion de la chaleur générée par la rentrée atmosphérique, est permise par la présence des grands réservoirs d'hydrogène, qui seront alors plus légers que l'air à cette étape, et allégeront alors sensiblement le poids de l'aéronef.
La charge utile est installée au milieu du fuselage au niveau des ailes. Le compartiment cargo est large de 4,8 mètres, haut d'environ 3 mètres et long de 13 mètres. Deux portes s'ouvrent sur la partie supérieure du fuselage pour permettre l'installation de la charge utile et sa libération en orbite. Skylon peut manœuvrer en orbite en utilisant deux moteurs SOMA conçus par Airbus Defence and Space. Ce moteur brûle un mélange oxygène liquide/hydrogène liquide et produit une poussée de 40 kN. Ces moteurs sont en quelque sorte les équivalents du système RCS qui équipait la navette spatiale américaine. Une turbine unique entraîne à la fois les turbopompes à oxygène et hydrogène qui alimentent deux chambres de combustion avec une pression de 90 bars. La masse du moteur est de 102,5 kg et le rapport de section des tuyères est de 285. Skylon dispose d'une capacité de manœuvre de 100 m/s (delta-V) hors-manœuvre pour effectuer sa rentrée atmosphérique. La masse des ergols emportée à cet effet doit être soustraite de la charge utile à raison de 16 kg par m/s (donc au maximum 1,6 tonne).  
L'architecture du Skylon est plus compliquée que celle du HOTOL, mais elle résout les problèmes de centrage : la soute, les moteurs, le carburant, le fuselage ont le même centre de gravité. On peut envisager ainsi plus facilement des évolutions des moteurs, des charges tout en conservant le reste du véhicule. 

Plan de l'avion spatial Skylon.

## Spécifications
Les spécifications annoncées en 2014 sont les suivantes :
- Longueur : 84 mètres
- Envergure : 25 mètres
- Diamètre du fuselage : 6,5 m
- Masse au décollage : 325 tonnes
- Masse à vide : 53,4 tonnes
- Ergols : 250,1 tonnes
- Autres consommables (dont ergols résiduels et ergols utilisés par les moteurs de manœuvre orbitale) : 6,5 tonnes
- Impulsion spécifique :
  - 3 500 s atmosphérique ;
  - 450 s (4,4 kN·s/kg) extra-atmosphérique.
- Vitesse de décollage : 560 km/h
- Delta-V en phase aérobie : 1,5 km/s
- Delta-V en phase anaérobie : 6,5 km/s (estimation)
- Capacité de manœuvre en orbite : delta-V de 100 m/s
- Charge utile en orbite basse : 15 tonnes

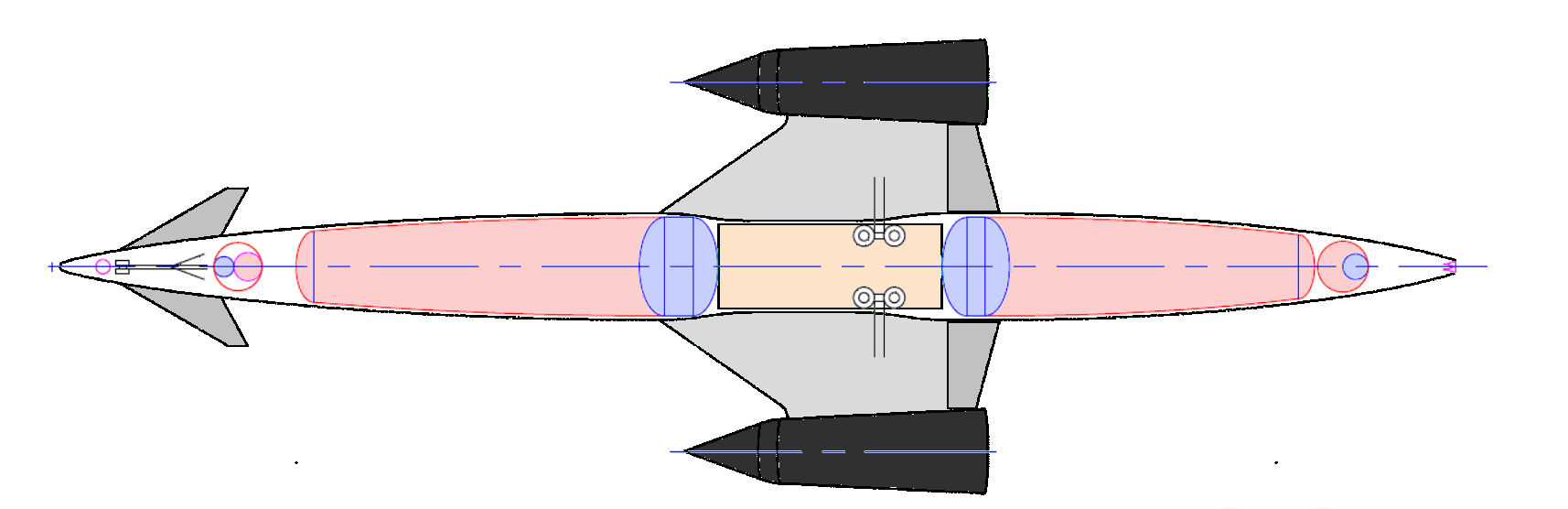
Les réservoirs d'ergols sont situés de part et d'autre de la soute cargo : en rose, les réservoirs d'hydrogène, en bleu les réservoirs d'oxygène.

## Déroulement d'une mission avec mise en orbite
Le Skylon décolle horizontalement comme un avion conventionnel, en utilisant ses moteurs comme des turboréacteurs. Sa vitesse de décollage est de 558 km/h. L'avion spatial monte jusqu'à l'altitude de 28 km en atteignant une vitesse de Mach 5 (environ 1,5 km/s). À cette altitude, les moteurs modifient leur configuration de manière à fonctionner comme des moteurs-fusées. Le Skylon accélère alors jusqu'à atteindre une vitesse orbitale (environ 7,7 km/s). Vers la fin du vol propulsé, la poussée des moteurs est réduite pour ne pas dépasser une accélération de 3 g. Après l'arrêt des moteurs, l'avion spatial vidange ses réservoirs principaux des ergols résiduels. L'orbite est circularisée à l'aide des moteurs SOMA. Les portes de la soute cargo sont alors ouvertes pour le déploiement de la charge utile. Une fois les opérations avec la charge utile achevées, les portes de la soute cargo sont refermées. Les moteurs SOMA sont allumés pour réduire la vitesse orbitale et déclencher la rentrée atmosphérique, qui débute à une altitude de 120 km. Durant la rentrée, le véhicule peut modifier son angle d'attaque pour contrôler la température et optimiser sa trajectoire. Enfin, à l'approche du sol, le Skylon se comporte comme un planeur et atterrit après une approche similaire à celle de la navette spatiale américaine. 

## Utilisation
Le Skylon est conçu pour transporter jusqu'à 15 tonnes de charge utile (pour la version D1) en orbite basse équatoriale, soit plus de 10 tonnes à la Station spatiale internationale. Il pourra entre autres transporter jusqu'à 24 passagers dans l'espace. Le Skylon pourrait être complètement réutilisable 200 fois ou plus. En comparaison, sur les 30 ans de service opérationnel de la navette spatiale américaine, Discovery, celui des cinq orbiters ayant effectué le plus de missions, n'a effectué que 39 vols.
Contrairement à d'autres projets comparables, Skylon est destiné à être géré par des sociétés commerciales plutôt que les agences spatiales gouvernementales, il en résulterait une situation similaire à celle d'un avion normal avec une escale de deux jours seulement entre les vols, plutôt que plusieurs semaines, comme c'était le cas avec la navette spatiale. L'exploitation sur une base commerciale pourrait également réduire le prix de lancement d'un satellite de 2 ou 3 tonnes à 10 millions de dollars pour toutes les marchandises. Finalement, le coût d'un siège de passager pourrait chuter pour ne coûter « que » 100 000 $, ouvrant ainsi l'espace au tourisme. Reaction Engines envisage que, d'ici à 2025, il pourrait y avoir plusieurs sociétés d'exploitation utilisant les Skylon, avec des « aéroports » équatoriaux de l'espace construits spécialement pour recevoir cet avion. 

## Historique du projet
Le projet Skylon a été développé par l'ingénieur Alan Bond, créateur d'un précédent projet d'avion hypersonique baptisé HOTOL, développé dans les années 1980 mais dont le financement par le gouvernement britannique a été arrêté en 1988. Bond crée alors la société britannique Reaction Engines Limited pour poursuivre le développement de son projet. Les caractéristiques de celui-ci sont largement modifiées, et l'engin résultant est rebaptisé « Skylon » en référence à une tour érigée en 1951 à Londres lors d'un festival britannique. En 1997, le projet Skylon a été étudié par l'Agence spatiale européenne (ESA) dans le cadre de son programme FESTP (Futur Projet Européen du Transport dans l'Espace). Reaction Engines a récemment tenté de mettre sur pied un consortium d'entreprises aérospatiales pour financer le projet Skylon. En juin 2013, le gouvernement britannique a dégagé un budget de 60 millions de livres sterling pour la construction d'un prototype. 
Reaction Engines Limited développe également, dans le cadre du programme LAPCAT (financé en partie par l'Union européenne), le moteur SCIMITAR (en) (avec une technologie similaire au SABRE) pour son projet d'avion hypersonique A2.

## Les écueils du projet

### Mise au point de la technique de propulsion
Le succès de Skylon repose sur la capacité à mettre au point un moteur capable de fonctionner de manière fiable et avec de bonnes performances à la fois en mode aérobie et anaérobie.

### Performances
Le déroulement d'une mission repose sur plusieurs hypothèses de performance avancées par Skylon :
- Masse en orbite : environ 70 tonnes[réf. nécessaire]
- Masse au moment de la bascule propulsion aérobie / anaérobie : 300 tonnes (source doc Skylon)[réf. nécessaire]
- Impulsion spécifique en phase anaérobie : 450 s (source doc Skylon)[réf. nécessaire]
- Delta-V obtenu en phase anaérobie : 6,5 km/s (application de l'équation de Tsiolkovski)
- Vitesse au moment du passage en phase anaérobie : 1,5 km/s à une altitude de 28 km (source doc Skylon)[réf. nécessaire]

⇒ Delta V total : 8 km/s
Mais...
- Une impulsion spécifique de 450 s est le maximum qu'on peut obtenir avec le moteur cryotechnique oxygène/hydrogène. Est ce qu'un moteur polyvalent comme le moteur SABRE, avec une pression de la chambre de combustion de 90 bars, peut atteindre ce chiffre ?
- Est-ce que ce delta-V est suffisant pour compenser les pertes gravitationnelles et la traînée atmosphérique générées durant la phase anaérobie ?
- Les 25 tonnes brûlées durant la phase aérobie sont elles suffisantes pour propulser 325 tonnes à Mach 6 ?

### Tenue du devis de masse
Contrairement aux lanceurs, les réservoirs ne jouent pas de rôle structurel. Skylon doit respecter une limite de masse à vide (environ 50 tonnes), alors que la taille de l'avion est imposante et que celui-ci inclut un revêtement thermique, une double paroi, plusieurs appendices (ailes, plan canard, aileron) et un train d'atterrissage, etc.

### Coût
Le Skylon est un avion qui met en œuvre des techniques complexes avec des répercussions sur les coûts de fabrication et d'entretien. Comme la navette spatiale américaine en partie réutilisable, les coûts de maintenance et de fabrication initiale pourraient rendre son utilisation peu intéressante sur le plan économique à l'encontre du but recherché.

### Sources
- (en) Mark Hempsell, Skuylon Users Manual 2.1, juin 2014, 60 p. (lire en ligne)
- (en) Richard Varvill et Alan Bond, « The Skylon spaceplane : progress to realisation », JBIS, vol. 61,‎ 2008, p. 412-418 (lire en ligne)
- (en) Richard Varvill et Alan Bond, « A comparaison of Propulsion Concepts for SSTO Reusable Launchers », JBIS, vol. 56,‎ 2003, p. 108-117 (lire en ligne)
- (en) Helen Webber, Simon Feast et Alan Bond, « Heat Exchanger Design in combined cycle engines », IAC,‎ 2008, p. 1-15 (lire en ligne)
- (en) Richard Varvill, « Heat Exchanger Development at Reaction Engines LTD », IAC,‎ 2008, p. 1-8 (lire en ligne)